# アントニオ・カルモーナ
アントニオ・カルモーナ（西: Antonio Carmona、1965年5月21日 - ）は、スペインの歌手。グラナダで生まれた。
スペインの人気グループ「ケタマ」のメンバーとして、兄フアンと共に活躍し、スペイン・ヒット・チャートの1位にたびたび曲を送り込んだ。1993年にはホセ・エル・フランセスのデビュー・アルバム『サン・ブラスの通り (Las Calles De San Blas)』にケタマとして全面協力、パーカッションを担当した。
2000年のスペイン映画『ジターノ』では、ホアキン・コルテス演ずる主人公の親友のミュージシャンを演じ、ソロ曲「Bohemio」が使われている。

## ディスコグラフィ

### アルバム
- Vengo Venenoso (2006年、ユニバーサル ミュージック グループ)
- De Noche (2011年、ユニバーサル ミュージック グループ)
- Obras Son Amores (2017年、ユニバーサル ミュージック グループ)

### サウンドトラック
- 『ジターノ オリジナル・サウンドトラック』 - Gitano (2000年、Sony) ※「Bohemio」収録

## フィルモグラフィ
- Berlín Blues (1988年)
- Go for Gold! (1997年)
- 『ジターノ』 - Gitano (2000年) ※英語タイトル『Gipsy』。ロメロ役